# نور الخضراء
نور الخضراء ممثلة سعودية متخصصة في تصميم ألعاب الفيديو، درست التمثيل في لندن، وشاركت في العديد من الأعمال الفنية، منها: مسلسل اعترافات بنات، وفيلم حوجن، وفيلم نورة. وحصلت على جائزة الفنان الصاعد من مهرجان البحر الأحمر السينمائي الدولي عام 2023م.

## التعليم
- حاصلة على الماجستير في ريادة الأعمال التكنولوجية من جامعة سنترال لانكشاير في إنجلترا.
- حاصلة على البكالوريوس في الفنون الجميلة في تصميم ألعاب الفيديو من Academy of Art University.[5]

## أعمالها

### المسلسلات
- اعترافات بنات (2021).[6]

### الأفلام
- حوجن (2023).[7]
- نورة (2023).
- أحلام العصر (2023).[8]

## الجوائز
جائزة النجم الصاعد من شوبارد من مهرجان البحر الأحمر السينمائي الدولي (الدورة الثالثة) 2023م.